# Перовский (пароход, 1852)
«Перовский» или «Перовской» — колесный вооружённый пароход с металлическим корпусом, входил в состав Аральской флотилии Российской империи. Был вооружен пятью 10-фунтовыми медными единорогами.

## История службы

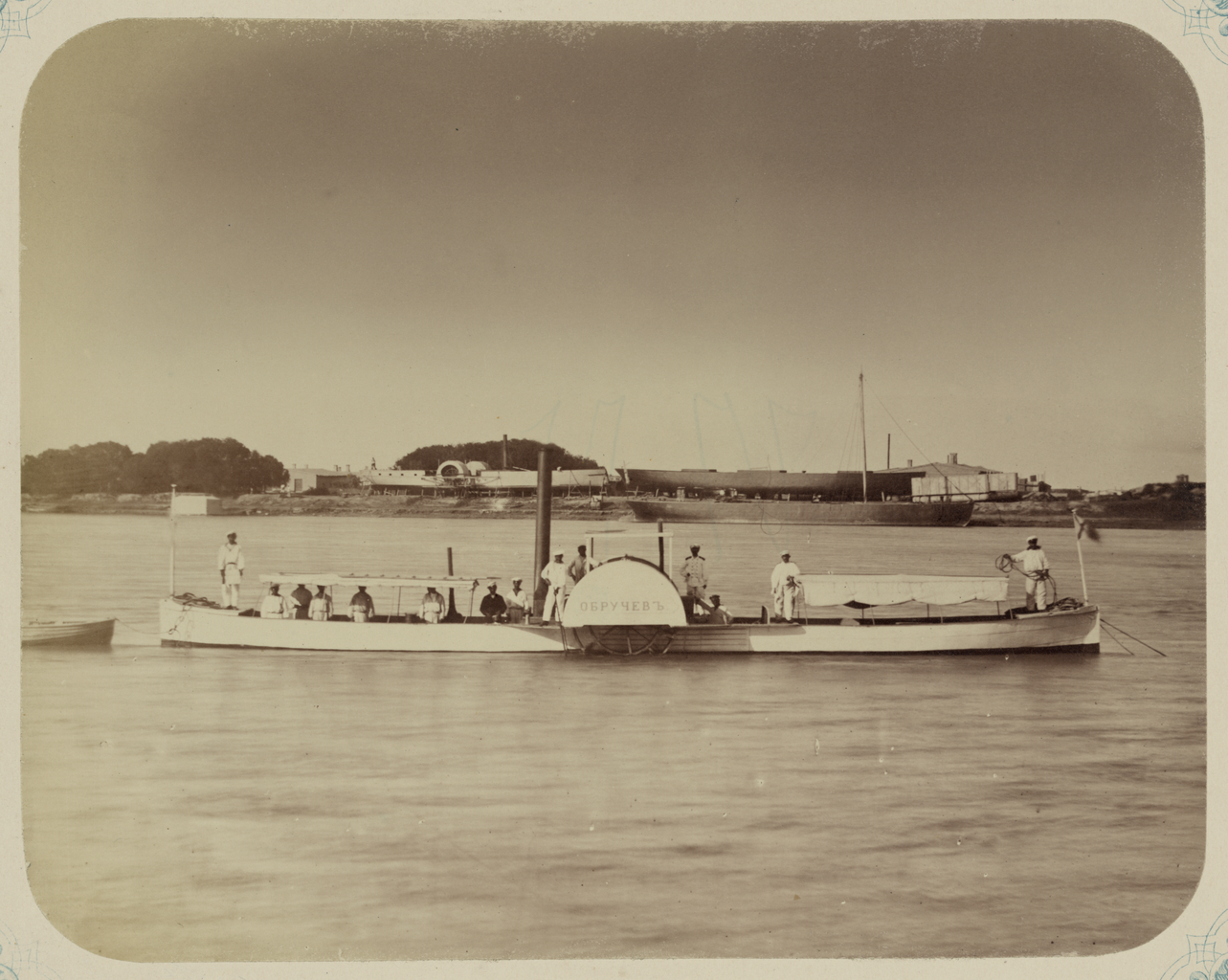
Паровой баркас «Обручев», на заднем плане идет достройка парохода «Петровский»

В 1852 году пароход «Перовский» и паровой баркас «Обручев» были доставлены в разобранном виде через Оренбург в Раимское укрепление. Весной следующего года пароходы были спущены на воду и вошли в состав Аральской флотилии под командованием А. И. Бутакова. Таким образом было открыто судоходство по Сырдарье. В качестве топлива использовался саксаул, растущий по берегам реки. Оба судна отличались малой осадкой, поэтому для выходов в море предусматривалось использовать выдвижные кили.
Совместно с баркасом «Обручев» принимал участие в штурме крепости Ак-Мечеть. С 5 июля вел обстрел крепости, оказав огнём орудий существенное содействие русским войскам при взятии крепости, переименованной позже в форт «Перовский».
Осенью 1853 года экипаж парохода принимал участие в отражении атаки кокандского войска на форт Перовский и захвате артиллерии противника.
Впоследствии пароход служил для сообщения укреплений, лежащих выше по течению реки с фортом «Перовский». Но из-за маломощной машины слишком медленно ходил против верхнего течения. В 1857 и 1858 годах совершал плавания по Сырдарье.
В 1858 году отряд А. И. Бутакова на борту парохода «Перовский»  поднялся по Амударье вверх до Кунграда, где оказывал содействие российскому посольству в Хиве.
В 1864 году на пароход установлены новые котлы.
Во время боевых действий против Кокандского и Бухарского ханств с 1864 по 1868 год пароход «Перовский» и баркаc «Обручев» осуществляли воинские перевозки. В том числе пароходом весной 1866 года был доставлен 10-дневный запас продовольствия и часть боевых припасов вверх по реке Сырдарье до Чиназа.
В кампании с 1869 по 1874 год пароход совершал плавания по Аральскому морю, рекам Сырдарье и Амударье, а также их притокам. При этом в 1870 году его командир лейтенант В. И. Брюхов был награждён орденом Святой Анны III степени. На 1871 год вооружение парохода состояло из одного 10-фунтового (122-мм) медного единорога новой конструкции на американском станке и одной 4-фунтовой (93-мм) нарезной пушки.
Оба парохода принимали участие в Хивинском походе 1873 года, в том числе во взятии укрепления Ак-Кала 28 апреля (10 мая) 1873 года, за что его командир был награждён орденом Святого Станислава II степени с мечами. В том же году барон Александр фон Каульбарс на пароходе «Перовский», исследуя дельту и старое русло Амударьи, находит судоходный путь из Аральского моря.
В кампанию 1874 года пароход находился в распоряжении начальника Амударьинской учёной экспедиции полковника генерального штаба Столетова, а его командир был награждён орденом Святого Владимира IV степени. В 1878 году совершал плавания по Аральскому морю, Амударье и Сырдарье.
Пароход «Перовский» исключен из списков судов флота в 1883 году.

## Командиры парохода
Командирами парохода «Перовский» в разное время служили:
- лейтенант Христофор Петрович Эрдели (1853—1854);
- помощник начальника Аральской флотилии капитан-лейтенант Н. А. Крылов (1857—1858 годы)[18];
- лейтенант, а с 1 (13) января 1872 года капитан-лейтенант В. И. Брюхов (1869—1874 годы)[19];
- лейтенант, а с 1 (13) января 1876 года капитан-лейтенант М. А. Крылов (1874—1877 годы)[20];
- лейтенант А. А. Глоба-Михайленко (1878 год)[17].

## Память
- Пароход фигурирует в произведении Леонида Большакова «Клад комиссара»[21] и путевых заметках Петра Ивановича Пашино, изданных в 1868 году под названием «Туркестанский край в 1866 году»[22].